# 聖母子 (シニョレッリ)

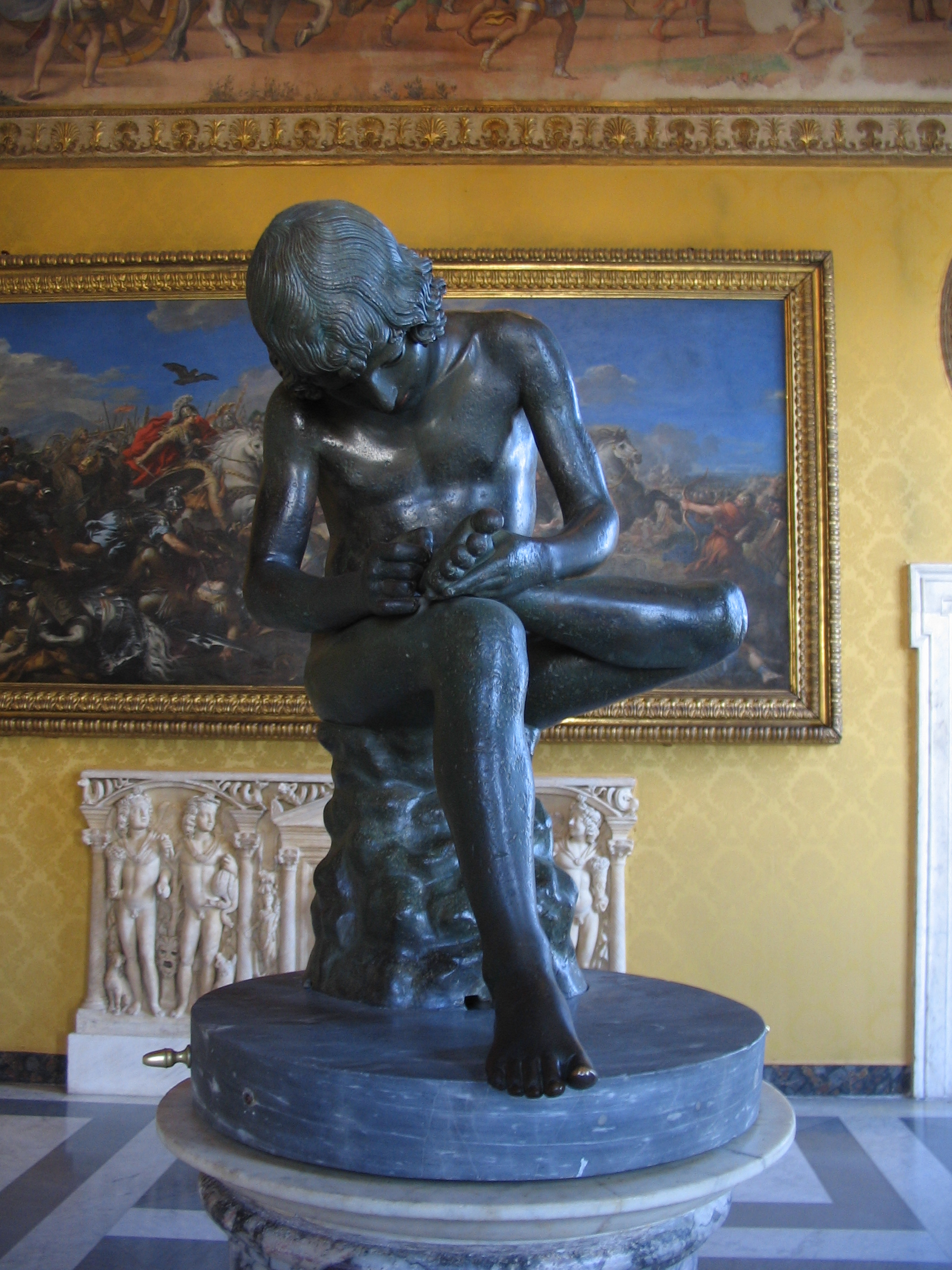
『トゲを抜く少年』、ヘレニズム時代。カピトリーノ美術館、ローマ

『聖母子』（せいぼし、独: Maria mit dem Kinde、英: Madonna and Child）は、イタリア初期ルネサンスの画家ルカ・シニョレッリが1495–1498年ごろ、菩提樹板上にテンペラで描いた円形画 (トンド) である。円形画はフィレンツェで特に人気が高かった。1894年に、作品はフィレンツェのジノリ宮殿より購入され、現在、ミュンヘンのアルテ・ピナコテークに所蔵されている。

## 作品
シニョレッリは、円形の画面に垂直線と水平線の構図を用い、著しい対照を示している。注目すべきは、おそらく古代の美術作品にもとづく幼子イエス・キリストが座っているモニュメンタルな聖母マリア像の隣に立ち姿で表されていることである。イエスは聖母の脚に寄りかかり、祝福することなく片手を挙げている。聖母は左側を向き、イエスを礼拝している。彼女の服の襞の彫塑的な強調と生き生きとした色彩は、彼女が鑑賞者に向かって壁龕から出てきたかのような彫刻的な頑健さをその姿に与えている。
背景となっている岩山のある風景と用いられている空気遠近法は、レオナルド・ダ・ヴィンチの影響を示す。右側の岩に腰かけ、サンダルを脱いでいる裸体青年像は、当時すでにフィレンツェのウフィツィ美術館に所蔵されていたヘレニズム時代の大理石彫像『トゲを抜く少年』の古代ローマ時代の模刻を参照している。この少年像は、報われない人間の一生のありのままの姿を暗示しているとも考えられる。一方で、画中の青年は洗礼の準備をしている改宗者と解釈され、それゆえに原罪からの救済に言及しているものである。